# Колибри ракетоопашата кокетка
Колибритата ракетоопашата кокетка (Discosura longicaudus) са вид дребни птици от семейство Колиброви (Trochilidae).
Разпространени са във влажните гори в североизточната част на Южна Америка. Достигат маса 3,4 грама и дължина 10 сантиметра, като женските са значително по-дребни от мъжките. Хранят се с нектар.